# Bleptina lasaea
Bleptina lasaea är en fjärilsart som beskrevs av Druce 1901. Bleptina lasaea ingår i släktet Bleptina och familjen nattflyn. Inga underarter finns listade i Catalogue of Life.